# Zespół nadmiernego obniżenia krocza
Zespół nadmiernego obniżenia krocza, zespół nadmiernego obniżenia mięśni krocza (ang. descending perineum syndrome, DPS) – zespół chorobowy występujący głównie u starszych kobiet polegający na obserwowanym podczas spoczynku obniżeniu płaszczyzny krocza poniżej guzowatości kulszowej i na równoczesnym przemieszczeniu w dół kanału odbytu, które powoduje nietrzymanie stolca o różnym nasileniu. Przyczyną tego zespołu, poza trwającym wiele lat intensywnym parciem na stolec (stąd częstsze występowanie u starszych osób), może być uszkodzenie nerwu sromowego w trakcie porodu.
U osób z tym zespołem podczas parcia na stolec krocze obniża się o ponad 4 cm poniżej uznawanej za prawidłową granicy.

## Historia
Zaburzenie po raz pierwszy opisane było w 1966 przez Alana Parksa i współautorów.

## Rozpoznanie
W diagnostyce zespołu stosuje się defekografię (w tym dynamiczną defekografię z wykorzystaniem obrazowania rezonansu magnetycznego), ponadto niektóre źródła wspominają o manometrii odbytu i odbytnicy, przezodbytniczym badaniu ultrasonograficznym i rektoskopii.

## Leczenie
Jako metodę terapii w pojedynczych publikacjach podaje się leczenie operacyjne, np. rektopeksję z podwieszeniem przedniej ściany odbytnicy i niekiedy resekcją okrężnicy, w innych źródłach z kolei zwraca się uwagę, że brak jest konsensusu dotyczącego leczenia chirurgicznego i należy je podejmować tylko w wybranych przypadkach. W 1995 opisano badanie u chorych z nietrzymaniem stolca, w tym 7 pacjentów z zespołem nadmiernego obniżenia krocza, w którym autorzy wnioskują o korzyści z terapii biofeedback u tych pacjentów (nie precyzując, czy pacjenci z DPS zareagowali na terapię podobnie jak reszta badanych z nietrzymaniem stolca).